# گرگنا
گرگنا روستایی از توابع بخش مرکزی شهرستان کازرون در استان فارس ایران است.

## جمعیت
این روستا در دهستان دشت برم قرار دارد و بر اساس سرشماری مرکز آمار ایران در سال ۱۳۸۵، جمعیت آن ۳۷۷ نفر (۸۹خانوار) بوده‌است.